# Ashley Greene
Ashley Michele Greene (født 21. februar 1987 i Jacksonville, Florida, USA) er en amerikansk skuespillerinde og model.

## Karriere
Da Greene som 17-årig dimitterede fra high school, flyttede hun til Los Angeles, for at udleve sin drøm om at blive skuespiller. 
Greene har været gæst i MTV programmet Punk'd og har også været med i andre former for tv-serier, bl.a. Crossing Jorsan og Shark. Greene fik sit gennembrud som Alice Cullen i Twilight, men har også været model for bl.a. Vision NYC og Fenk Junk, været med i nogle tv-serier og i filmen LOL fra 2012.

## Privat
Greene har tidligere været kærester med henholdsvis Joe Jonas og Ian Somerhalder.